# جزیره هاشیما

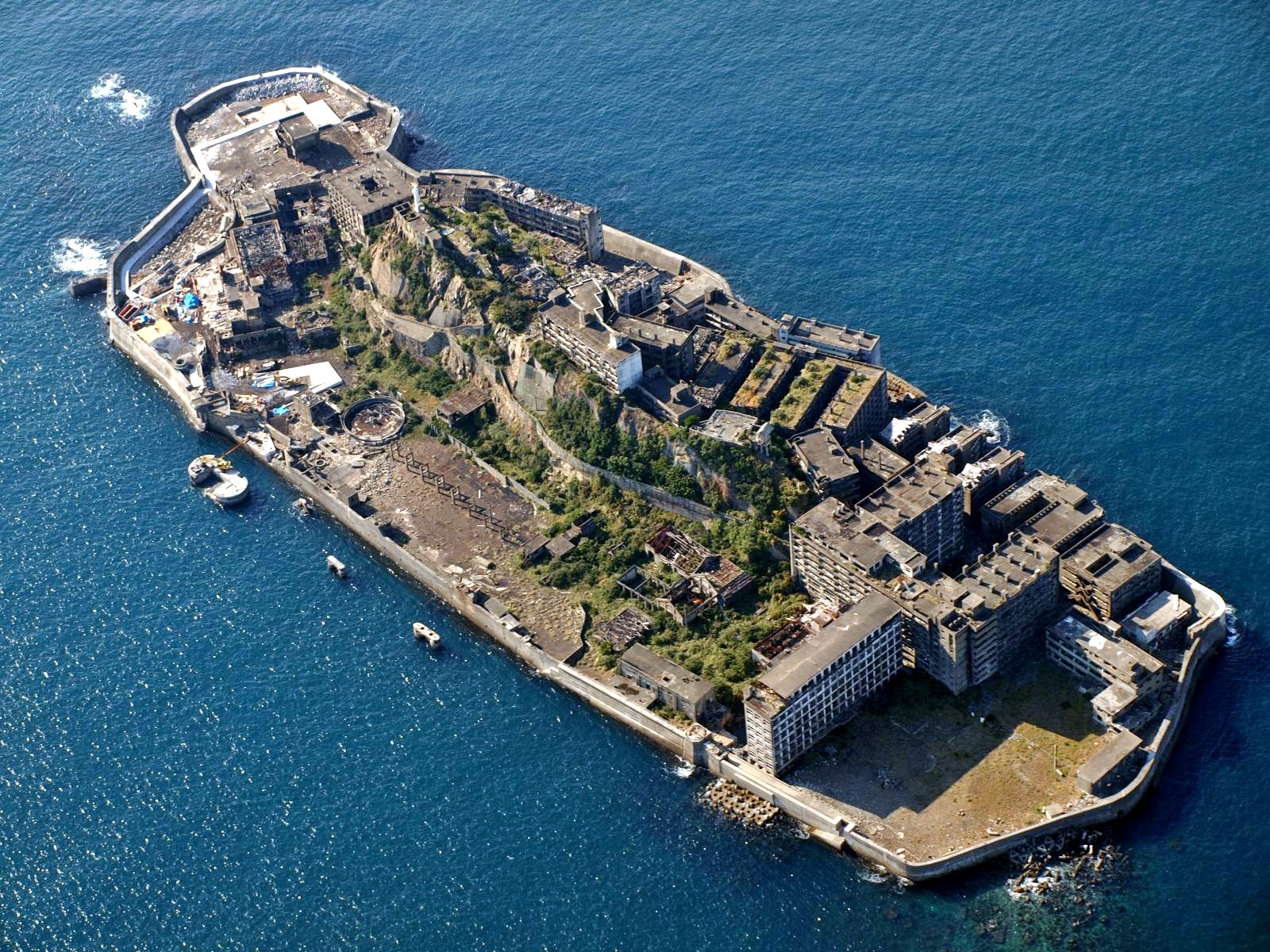
نمای هوایی از جزیره هاشیما

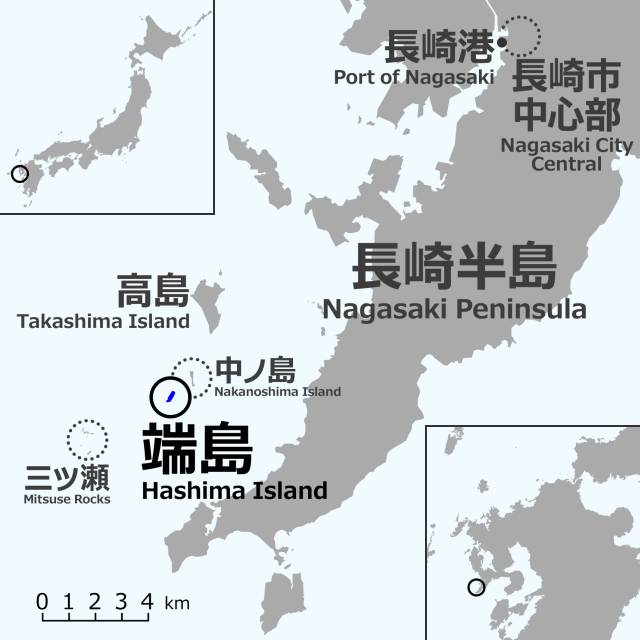
موقعیت جزیره هاشیما در دریای ژاپن

جزیره هاشیما یکی از ۵۰۵ جزیره غیر مسکونی در استان ناگاساکی ژاپن است. این جزیره که ۶٬۳ هکتار (۶۳ هزار متر مربع) وسعت دارد، در پانزده کیلومتری بندر ناگاساکی واقع شده‌است. جزیره هاشیما در بین سال‌های ۱۸۸۷ تا ۱۹۷۴ میلادی به خاطر وجود تأسیسات معدنکاری زغال سنگ مسکونی بوده‌است. امروزه شهرت این جزیره یه‌خاطر وجود ساختمان‌های بتونی رها شده و نیمه مخروبه است.